# Воскамп, Барт
Барт Воскамп (нидерл. Bart Voskamp, род. 6 июня 1968 года в Вагенингене, Нидерланды) — бывший нидерландский профессиональный шоссейный велогонщик. Трёхкратный чемпион Нидерландов в индивидуальной гонке.
На этапе 19 Тур де Франс 1997 Воскамп опередил немца Йенса Хеппнера в финишном спринте. Однако оба гонщика были дисквалифицированы за то, что касались друг друга во время спринта. Победа была присуждена итальянцу Марио Траверсони, зайнявшему третье место.

## Достижения
1991
Чемпионат Нидерландов
1-й  Индивидуальная гонка
1994
1-й Этап 17 Вуэльта Испании
10-й Гран-при Миди либре
1996
1-й Этап 18 Тур де Франс
Чемпионат Нидерландов
2-й  Групповая гонка
1997
1-й Этап 8 Вуэльта Испании
3-й Нокере Курсе
3-й Гран-при Миди либре
1998
1-й Протур Стипхаута
1999
Чемпионат Нидерландов
1-й  Индивидуальная гонка
1-й Протур Остворна
2001
Чемпионат Нидерландов
1-й  Индивидуальная гонка
1-й Мемориал Хенка Воса
1-й Этап 2 Франко-бельгийское кольцо
2-й Нокере Курсе
5-й Тур Нидерландов
9-й Стер Электротур
1-й Этапы 2 & 4 (ИГ)
2002
1-й  Тур Бельгии
1-й Этап 2b (ИГ)
1-й  Стер Электротур
1-й  Очковая классификация
1-й Этап 3
1-й Протур Остворна
2-й Тур Люксембурга
1-й Этап 4 (ИГ)
2003
1-й Гран-при Пино Черами
2-й Тур Бельгии
4-й Тур Дании
8-й Стер Электротур
9-й Тур Нидерландов
2004
2-й Тур Бельгии
Чемпионат Нидерландов
2-й  Индивидуальная гонка
4-й Тур Нидерландов
2005
3-й Гауден Пейл

## Статистика выступлений

### Гранд-туры
| Гонка           | 1993 | 1994 | 1995 | 1996 | 1997 | 1998 | 1999 | 2000 |
| --------------- | ---- | ---- | ---- | ---- | ---- | ---- | ---- | ---- |
| Джиро д'Италия  | —    | —    | 99   | —    | —    | —    | —    | 123  |
| Тур де Франс    | —    | НФ   | 113  | 99   | 98   | НФ   | —    | 115  |
| Вуэльта Испании | 65   | НФ   | —    | НФ   | 72   | 14   | —    | —    |

| —  | Не участвовал  |
| НФ | Не финишировал |